# Tor Quadra
La tor Quadra, o torre Quadra, è una struttura militare medievale o forse precedente che si trova a Novaledo in provincia autonoma di Trento ormai ridotta in rovine.

## Storia

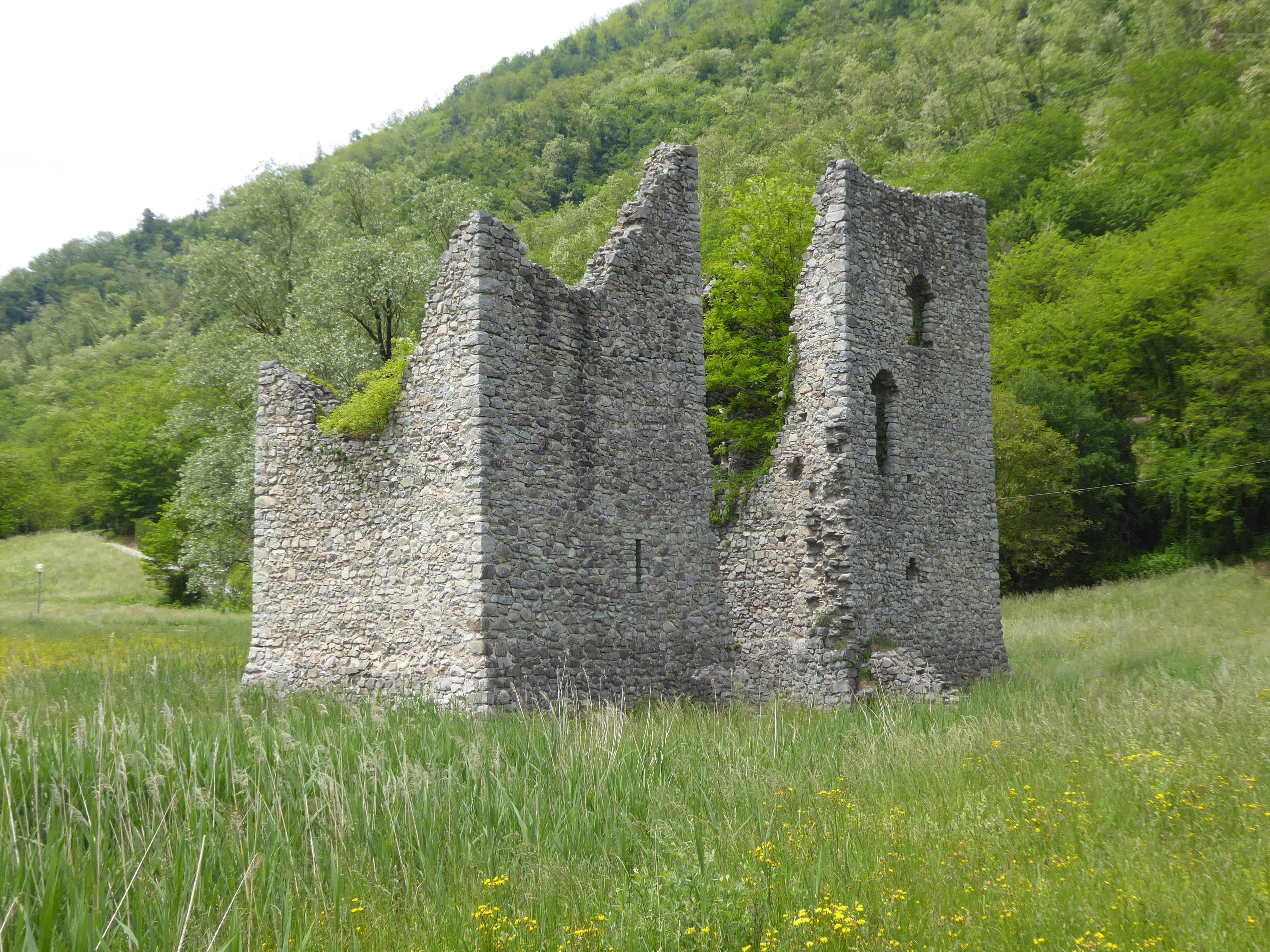
Tor Quadra a Novaledo nel 2021. Riconoscibile la struttura a due torri con passaggio centrale anticamente controllato con un ponte levatoio

Sul sito furono trovate monete e altri resti della presenza romana e una fortificazione nella stessa località fu distrutta dai Franchi nel 590. La torre venne ricordata sotto la signoria di Siccone da Caldonazzo e la prima citaziona della fortificazione, costituita da due torri quadrate, potrebbe essere contenuta in documenti del 1314 e del 1346 che parlano di una clusa Xichi, la chiusa o barriera di Siccone da Caldonazzo. A Novaledo si trovava il confine fra il territorio del principato vescovile di Trento e quello sottoposto alla giurisdizione ecclesiastica di Feltre e questa struttura, chiamata anche Clusa Supra lacum, era posto in un passaggio obbligato tra on specchio d'acqua (il lago Morto, in seguito prosciugato) e la montagna nella valle del Brenta trentino, con funzioni militari e di controllo commerciale. La struttura venne smantellata entro il XIV secolo.

## Descrizione
Le rovine si trovano in località Margoni, tra gli abitati di Novaledo e Marter e sono costituite da due torri a base quadrangolare distinte e separate tra loro, con uno stretto passaggio a dividerle. Sono in parte crollate e le strutture che ci sono pervenute conservano aperture strombate. A breve distanza si trova una struttura coeva e probabilmente con la stessa funzione costituita dalla tor Tonda di Marter, e assieme costituivano una barriera territoriale difensiva.